# Baimei Shen
Baimei Shen (Chino: 白眉神; literalmente "Dios de las cejas blancas") es el dios chino de la prostitución y los burdeles. En su primera asignación con un cliente, una prostituta supuestamente debía hacer una ofrenda a él; según una tradición más tardía, se esperaba que el cliente hiciera lo mismo cuando visitaba por primera vez un burdel.

## Aspecto
Baimei Shen tiene gran parecido con Guan Yu, el dios de la guerra, con la excepción de sus cejas blancas y ojos rojos. Monta un caballo y lleva una espada.

## Leyendas
Baimei Shen es a menudo identificado con Dao Zhi (盜跖; Zhi el Ladrón), un líder rebelde esclavo de la Época de las Primaveras y Otoños. Tenía 9.000 seguidores, quienes marcharon a través del país, asaltando y atacando a los diferentes príncipes. Cavaban a través de las paredes e irrumpían en las casas; marchaban con el ganado y los caballos de las personas; se llevaban a las mujeres e hijas de la gente.
Las leyendas sobre Dao Zhi aparecen documentadas en muchas obras literarias pre-Qin, como los trabajos de Zhuangzi, Mencio, y Xun Zi. Aun así su identificación como dios de la prostitución es muy posterior y no aparece hasta el inicio de la dinastía Ming, constando en el capítulo 72 del Xiaozan (笑赞; escrito por Zhao Nanxing), el capítulo 8 del Zhan Gui Chuan (斩鬼传), así como en otras obras Ming y Qing.
Baimei Shen es también identificado con Ling Lun, el fundador legendario de la música en la época del Emperador Amarillo. La prostitución en la antigua China era a menudo asociada con la música, por lo que es lógico que el creador de la música fuera considerado el dios de la prostitución.